# Cantonul Saint-Paul-Trois-Châteaux
Cantonul Saint-Paul-Trois-Châteaux este un canton din arondismentul Nyons, departamentul Drôme, regiunea Rhône-Alpes, Franța.

## Comune
- Bouchet
- Clansayes
- La Baume-de-Transit
- Montségur-sur-Lauzon
- Rochegude
- Saint-Paul-Trois-Châteaux (reședință)
- Saint-Restitut
- Solérieux
- Suze-la-Rousse
- Tulette